# 朝鲜人民军第766独立步兵团
第766独立步兵团（朝鲜语：／），简称766部队（766부대），是朝鲜人民军在朝鲜战争时期短暂存在的一支轻步兵部队，指揮部位于朝鲜会宁。766部队接受了有关兩棲作戰和非常规战争的大量训练，被认为是一支特种作战突击部队。该团受训进行海上袭击，然后带领其他朝鲜部队的进攻行动，还要进行敌后渗透，破坏敌人补给和通讯等。
从1949年开始至1950年6月25日战争爆发时，766部队已经训练了超过一年。6月25日当天，朝鲜军队以该团约半数人员为先导向从海陆同时向韩国发起进攻，并在交战数日后迫使敌军撤退。该团在之后超过6个星期的时间里作为朝鲜方面的先头部队，由于伤亡人数越来越多再加上物资匮乏，766部队在朝鲜半岛的推进速度有所放缓。之后该团受命进攻釜山环形防御圈，试图达到将联合国军逐出半岛的军事目标。
766部队的最后一次军事行动是在浦項戰鬥中试图从联合国军手中夺下一个小村庄，但由于饱受对方海军和空军力量的连续打击而损失惨重，之后不得不从战场北撤，与朝鲜其他部队會合。随后，766部队撤销番号、人员归入朝鲜人民军第12师。

## 组织
第766独立步兵团是起初是由多个大小不等的单位，包括一些能够单独行动的较小单位组成，并最终经过强化形成了一个完整的团，共计3,000人均匀地分布在6个营中，由朝鲜人民军陆军总部直属，指挥官是吳振宇大校，他也是这个团存在期间唯一一任指挥官。战争爆发首日，第3营在偷袭釜山的途中，载有该部隊的运输船被大韩民国海军击沉，营上500人全部阵亡。战争爆发后团内其余各营也减员严重，只剩下不超过1,500人，连3个满编营都凑不齐。

## 历史

### 初创
朝鲜战争正面爆发几年前，朝鲜人民軍指揮官已经开始将训练的大量突击队员和特种部队派往南方。在战前和战时，这些进入韩国境内的部队通过恐怖活动、破坏行动和策反韩军，以颠覆韩国政府统治，数百名突击队员在这种目標下被派往韩国，到战争结束时已经有多达3,000名受训的武装人员。这一期间，朝鲜领导人还下令建立这种大型的常规部队来作为日后入侵的先导部队。第766步兵团就是于1949年4月在朝鲜会宁的第三軍官學校（제3군관학교）成立的。该学院专门负责训练突击队员，而第766步兵团最初的训练目标是负责督导朝鲜的轻步兵部队。不过之后的一年里，该团接受了大量非常规战争和两栖作战的训练，并且编制扩大到下辖6个营，共3,000人。
1950年6月战争开始前，第766团完成训练并调动至前线的襄阳郡为朝鲜人民军第5师提供支持。朝鲜计划派第766团与第549团相互配合在半岛东海岸江原道的正东津与临院里（임원리）一带进行两栖登陆，这将扰乱大韩民国陆军的大后方，为朝鲜人民军第2军直接从北方发起的正面进攻提供辅助攻击。6月23日，第766团到达预定的元山市及高城郡的港口乘船准备进攻。第766团共计3,000人，第549团也是3,000人，第5师则有11,000人，朝鲜人民军方面这次行动共计兵力达17,000人，远超过大韓民國第8步兵師的6,866人，双方人员比率为2.1:1。朝鲜方面预计，正面进攻和登陆作战相结合将彻底击溃大韩民国的军队，并阻止任何可能的增援。
第766团在进攻前分成三部，三个营将作为第五师的矛头部队，另外两个营则在临院登陆。这2,500人之后重新组合到一起，再率领朝鲜军队向南进发。与此同时第3营加上额外补充人员组成600人的第588部队，被单独派往釜山执行渗透任务，他们的目标是袭击釜山港，摧毁其主要设施，令联合国军队无法在此登陆。但在6月25日清晨，装载第588部队的船艦在釜山港外被联合国军队发现并摧毁，第766团3营也成为历史。

### 战争爆发
6月25日清晨4点左右，朝鲜人民军第5师对大韩民国陆军第10团的前沿阵地发起了首次进攻，三个小时后，第766团的两个营在临院里登陆，使用马达动力船只和帆船装载部队，并召集韩国村民协助建立补给。两个营之后分头行动，一个前往太白山脉地区，另一个向北前往三陟。这个时候韩军第8师受到了正面的猛烈攻击，并且发现了来自后方的袭击而请求紧急增援。但这个请求遭到了拒绝，大韩民国陆军本部告诉第8师师长李成佳上校，整个三八线上的韩军都受到了全面进攻，因此没有增援部队可以派出。
韩国第8师最南部的第21团前往反击朝鲜军队的两栖进攻。该团第1营从北坪洞到达玉溪面，配合当地的警察和民兵部队一起伏击了第766团的先头部队，成功扭转了第766团继续北进的步伐。但仍然有至少一个第766团的营在寧越郡的栗峙（율치）集结，封锁了第8师的一条主要补给路线。韩国军队召集民兵来协助对抗朝军，但成效有限。7月27日，面对重重围困和对方压倒性的攻势，同时也难以与上级保持有效联络，韩国第8师被迫跟随第6师和整个东部战线的军队一起撤退。第766团在最初的进攻中成功地建立了一个桥头堡，并切断了对方的通信。

### 推进

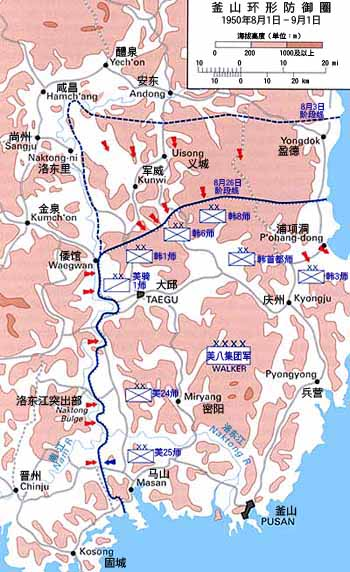
1950年8月釜山防线的战术地图

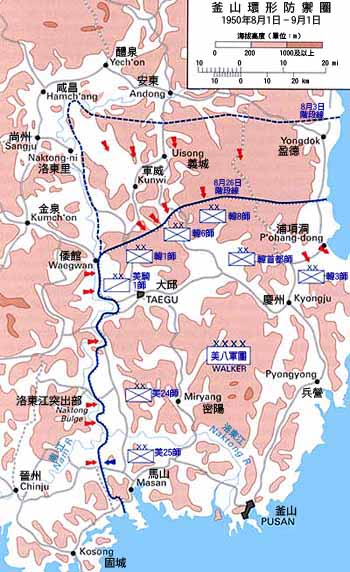
1950年8月釜山防線的戰術地圖

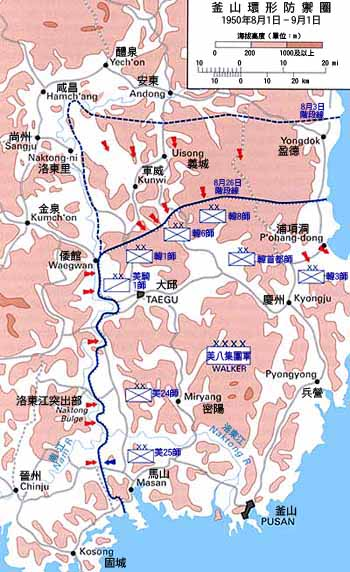
1950年8月釜山防線的戰術地圖

随着韩国军队的后撤，第766团，第549团和第5师开始沿东部道路朝南方稳步推进，一路上没有遇到多少抵抗。整个战线上情况也很类似，朝鲜人民軍已经成功击溃韩国军队，迫使其向南撤退。作为选遣部队的第766团试图通过东部地区的山区进一步渗透到内陆。韩国东部地区地形崎岖，缺乏有效的通信设备和可靠的补给线路，这也导致其无法组织起有效的防御和反击。朝鲜军队一开始利用这点来作为其推进上的优势，但之后他们也开始面临同样的问题。第5师和另外两个部队南进的步伐开始变得更加缓慢和谨慎，并对山区进行大量的侦察以确保不会受到来自后方的威胁。不过这也让韩軍拥有了喘息和建立进一步防线的宝贵时间。到了6月28日，第766团已经从蔚珍郡渗透到太白山，并朝青松郡等地方向前往，目标是切断大邱和釜山之间的通讯联系，美国陆军当时已经在釜山登陆并试图对溃败的韩国军队进行支援。
大韩民国陆军第3师第23团前往蔚珍郡阻挡敌军三个部队的推进，韩国部队也展开了一系列的军事行动来拖延敌军的南下。由于在分散的山区中朝鲜军队也无法有效组织起压倒性的力量进行攻击，因此第23团得起成功地阻止朝鲜军队推进直至7月5日。7月10日，第766团与第五师分离，并与一队派往蔚珍郡地区组建新政府的朝鲜平民会合，之后则开始分散成多个小部队进入山区活动。7月13日，他们到达了盈德郡以北40公里的平海里。之后一个星期的时间里第766团和朝鲜第5师继续缓慢向南推进，不过遇到的韩国方面抵抗越来越多，联合国军也开始发起更多的空中打击，这些都进一步延缓了朝鲜军队的南进速度。朝鲜军队继续占领东侧地区，到7月24日已经从青松至安东地区前进至接近浦项市，其侧翼是朝鲜人民军陆军第12师。由于联合国军空中和海上的轰炸，继续南下变得更加困难，与此同时朝鲜军队捉襟见肘的补给线也开始瓦解，为此他们将韩国平民征召入伍来运送补给物资。

### 抵抗
7月17日，朝鲜人民军第5师进入盈德郡，一开始占领这座城市并没有遇到多少抵抗，之后激烈的联合国军空袭虽令该师损失惨重，但其仍然成功地将城中的大韩民国陆军第3师包围起来。到这个时候，第5师和第766团一共已经减员至还剩下约7,500人，而韓軍第3师则还有6,469人。第766团再次集结起来协助第5师对困在城内的韓3师进行围攻。与此同时，韓軍第3师接到命令、留在该城内尽一切可能拖延朝鲜军队的南进，之后该师在成功拖延了朝鲜军队足够长的时间后从海上撤离。这有部分原因是崎岖的山地地形令朝鲜军队在数量和装备上的优势大打折扣，无法有效地组织起包围和强大的进攻。
到了7月28日，双方包围和反包围的战斗仍在继续，第766团则绕过战斗区域从城市左翼继续前进。然而在美国海軍和英国皇家海军的强大炮火下，第766团在盈德郡蒙受了巨大的损失，还遇到了韩国警察和装备有装甲车民兵的强烈抵抗，并且伴随着联合国军的空中打击，这也是第766团当时所遇上最强有力的反击。到了29号，由于与第5师的一个团一起仍然无法维持战线，第766团只能选择撤退。另外，韩国首都机械化步兵师的行动也制止了第766团进一步朝山区渗透。韩軍骑兵和民警随后开始对第766团展开隔离反攻，其中还有针对第766团游击战术的反游击特别部队。在釜山防线的物资和人员增援下，韩国军队成功地将朝鲜军队的行动拖延至该月结束。
8月5日，朝鲜人民军第12师将韩国首都机械化步兵师逼退到青松郡以及迎日郡杞溪面，并且与第766团已经渗透到附近地区的人员会合。然后他们一致决定开始准备继续前进，力争进入联合国军和韩军刚刚建立起来的釜山环形防御圈，第766团奉命开始协同第5师展开进攻。朝鲜人民军陆军计划在整个防御圈周边同时发动进攻，包括由第766团和第5师从侧翼包抄联合国军，将之逼回釜山。由于朝鲜方面希望避免被联合国军发现，因此第766团没有得到增援，双方的主力部队均在大邱和洛东江区域激战。然而到了这个时候，朝鲜的后勤已达到极限，补给变得越来越困难。到8月初时，朝鲜军队的粮食和弹药都开始严重不足，只能从抓到或击葬的敌军身上获得补给。超过一个月的推进令军人们筋疲力尽，不过第766团的士气仍然很高。他们专门袭击联合国军的供给线，并利用因此获得的补给来装备自己。

### 解散
8月11日黎明，第766团一个300人组成的营进入浦项村。该村仅由一支负责韓國第3师后方警戒的海陆空三军人员组成的小队进行保护，他们利用轻武器与第766团围绕着村里的中学展开战斗直至中午。之后才在对方出动装甲车支援的情况下撤退出该村。

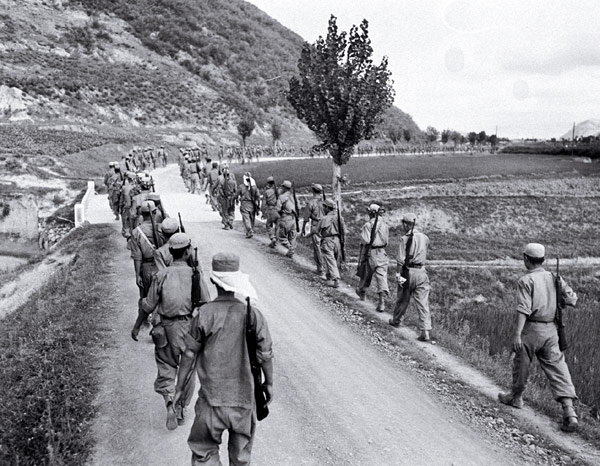
韩国军队前往釜山防御圈前线进行增援。

由于该村拥有为数不多的一条可以直接穿过山区进入庆尚道平原的道路，因此其战略地位十分重要，这里还可以直接通至联合国军用于增援大邱的要道。一听说浦项陷落的消息后，联合国军中的美國第八集团军司令沃尔顿·沃克中将立即下令海军和空军对村庄进行轰炸。他还命令韩国和美国军队加强村庄周边地区的防御，制止朝鲜军队进一步推进。几个小时内，这个村庄受到了强大的火炮轰炸，第766团的先遣部队也被迫撤离，然后该团聚集后开始在村庄周围的山区展开战斗，之后加入了第5师，但一直到了晚上才重新进入浦项村。
联合国军对这一威胁派出了压倒性数量的兵力作出回应，一大批韩国军队和特遣部队集结并前往浦项村与第766团和第5师交战。韩国军队从东部发起全面进攻，迫使朝鲜人民军第12军全线撤退，而面对被全面包围巨大威胁的第5师和第766团也于8月17日下令全面撤退。到这个时候，第766团已经减员至1,500人，仅有原总人数的一半。
疲惫而且没有补给的第766团向北转移至一个山区与支离破碎的第十二师会合。这个师在战斗已经减员至只剩1,500人，不过有一支从韩国强行征入，为数约2,000人的补充兵源，第766团剩下的人员也奉命加入第12师。1950年8月19日，第766团完全并入12师。战争开始前，这个团进行了近14个月的训练，但开战后仅不到两个月就已不复存在。

### 引用
1. 1 2  Millett 2000，第49頁
2. 1 2 3  Millett 2000，第147頁
3. 1 2  Millett 2000，第336頁
4. 1 2  Rottman 2001，第167頁
5. 1 2  Rottman 2001，第171頁
6. 1 2 3  Appleman 1998，第332頁
7. 1 2  Millett 2000，第52頁
8. ↑  Appleman 1998，第27頁
9. ↑  Millett 2000，第118頁
10. ↑  Millett 2000，第125頁
11. ↑  Millett 2000，第124頁
12. ↑  Millett 2000，第209頁
13. 1 2  Appleman 1998，第28頁
14. 1 2  Millett 2010，第91頁
15. ↑  Millett 2010，第92頁
16. 1 2  Alexander 2003，第52頁
17. ↑  Millett 2000，第210頁
18. ↑  Millett 2000，第212頁
19. 1 2  Millett 2000，第213頁
20. ↑  Millett 2000，第218頁
21. ↑  Millett 2000，第411頁
22. 1 2  Appleman 1998，第105頁
23. 1 2  Alexander 2003，第74頁
24. ↑  Millett 2000，第275頁
25. 1 2  Appleman 1998，第106頁
26. ↑  Millett 2000，第340頁
27. ↑  Millett 2000，第392頁
28. ↑  Millett 2000，第396頁
29. ↑  Millett 2000，第439頁
30. 1 2  Alexander 2003，第109頁
31. 1 2  Appleman 1998，第255頁
32. ↑  Millett 2010，第199頁
33. 1 2  Alexander 2003，第116頁
34. 1 2  Millett 2000，第400頁
35. ↑  Millett 2000，第401頁
36. 1 2  Millett 2010，第200頁
37. ↑  Millett 2010，第194頁
38. ↑  Millett 2000，第493頁
39. ↑  Alexander 2003，第108頁
40. 1 2 3  Alexander 2003，第135頁
41. ↑  Appleman 1998，第333頁
42. ↑  Millett 2010，第164頁
43. 1 2 3  Appleman 1998，第327頁
44. 1 2  Millett 2000，第497頁
45. ↑  Appleman 1998，第320頁
46. ↑  Appleman 1998，第331頁
47. ↑  Rottman 2001，第166頁